# Озёрно-Кузнецовский Лесхоз
Озёрно-Кузнецовский Лесхоз — посёлок в Угловском районе Алтайском крае. Входит в состав Озёрно-Кузнецовского сельсовета.

## История
Озёрно-Кузнецовский лесхоз был образован в 1958 году.

## Население
| 1997 | 1998 | 1999 | 2000 | 2001 | 2002 | 2003 |
| ---- | ---- | ---- | ---- | ---- | ---- | ---- |
| 392  | ↘390 | ↗396 | ↘394 | ↗400 | ↘379 | ↘376 |
| 2004 | 2005 | 2006 | 2007 | 2008 | 2009 | 2010 |
| ↘362 | ↗366 | ↗384 | ↗398 | ↘366 | ↘365 | ↘322 |
| 2011 | 2012 | 2013 |      |      |      |      |
| ↘320 | ↘315 | ↘304 |      |      |      |      |

## Улицы
| - ул. Боровая, - ул. Песчаная, | - ул. Степная, - ул. Центральная. |